# 工廠
工廠（こうしょう）とは、軍隊直属の軍需工場のことで、武器･弾薬をはじめとする軍需品を開発・製造・修理・貯蔵・支給するための施設。造兵廠とも呼ばれる。
英語ではArsenalというが、これは兵器庫のことも指す。

## 日本の組織・施設
大日本帝国陸・海軍はそれぞれ直轄の軍需工場を持っていた。立地条件としては、他国からの攻撃をできるだけ避けられる安全な場所で、かつ輸送の便のよいところが選ばれた。
太平洋戦争末期、工廠はアメリカ軍の日本本土空襲の目標の一つとして集中的な攻撃を受けた。当時、成人男性の多くは戦地に送られたため、工廠には学生たちが学徒動員で働いており、彼らも空襲の犠牲者となった。
戦後の自衛隊は工廠と呼べるものを持たず、兵器の開発・製造を民間企業に委託している。

### 陸軍の工廠
再編統合を繰り返したため、それらの名称はさまざまに変わったが、主なものをここに挙げる。
戦前
- 東京砲兵工廠
- 火工廠
- 大阪砲兵工廠
- 名古屋工廠
- 小倉工廠
- 南満工廠

戦中
- 陸軍航空工廠
- ビルマ工廠（ラングーン）
- ボルネオ工廠（セリア）
- 南スマトラ工廠（パレンバン）
- 中スマトラ工廠（アイルモレ）
- 北スマトラ工廠（プランダン・ペンカラン）
- ジャワ工廠（スラバヤ）

など

### 海軍の工廠
戦前
- 呉海軍工廠（広島県）開廠：1903年(明治36年)11月
- 横須賀海軍工廠（神奈川県）開廠：1903年(明治36年)11月
- 佐世保海軍工廠（長崎県）開廠：1903年(明治36年)11月
- 舞鶴海軍工廠（京都府）開廠：1903年(明治36年)11月→復帰1936年(昭和11年)7月
- 広海軍工廠（広島県）開廠：1923年(大正12年)4月
- 豊川海軍工廠（愛知県）開廠：1939年(昭和14年)12月
- 高座海軍工廠（神奈川県）開廠：1944年(昭和19年)4月
- 光海軍工廠（山口県）開廠：1940年(昭和15年)10月
- 多賀城海軍工廠（宮城県）開廠：1943年(昭和18年)11月
- 鈴鹿海軍工廠（三重県）開廠：1943年(昭和18年)6月
- 沼津海軍工廠（静岡県）開廠：1943年(昭和18年)6月
- 川棚海軍工廠（長崎県）開廠：1943年(昭和18年)5月
- 相模海軍工廠（神奈川県）開廠：1943年(昭和18年)5月
- 津海軍工廠（三重県）開廠：1944年(昭和19年)4月
  - 大神海軍工廠（大分県）計画
  - 仮称S廠（山口県）計画　など

戦中
内陸に位置する工廠へは鉄道の専用線が引かれた。今も各地の道路やトンネルにその跡が残る。

## アメリカ合衆国の施設
- スプリングフィールド造兵廠 - 小火器の開発製造を担当。1968年に閉鎖。
- ロック・アイランド造兵廠（Rock Island Arsenal） - 米陸軍用火砲の開発製造を担当。
- ブルックリン海軍工廠 - かつて存在した海軍工廠。多くの米海軍主力艦を建造。1966年に閉鎖。別名：ニューヨーク海軍工廠。
- ピカティニー造兵廠 - MIL規格の制定と管理を行っている。
- ノーフォーク海軍工廠
- ワシントン海軍工廠
- チャールストン海軍工廠
- サンフランシスコ海軍工廠
- ボストン海軍工廠
- ポーツマス海軍工廠
- ピュージェット・サウンド海軍造船所
- フィラデルフィア海軍工廠
- メア・アイランド海軍工廠

## イギリスの施設
イングランドのアーセナルFCなど、工廠の労働者で結成されたチームを起源とするサッカークラブの多くが「工廠」を意味する"Arsenal"をチーム名としている。
- ロイヤル・スモール・アームズ・ファクトリー(王室小火器工廠)
- ロイヤル・エアクラフト・エスタブリッシュメント(王立航空工廠)
- ポーツマス工廠
- クライド海軍工廠
- ウリッジ工廠
- プリマス工廠
- チャタム工廠

## フランスの施設
- イシー＝レ＝ムリノー工廠 (AMX)
- ピュトー工廠 (APX)
- サン＝テティエンヌ造兵廠 (MAS)
- シャテルロー造兵廠（英語版）
- シャルルヴィル造兵廠（フランス語版）
- チュール造兵廠（英語版）

## トルコの施設
- ギョルジュク海軍工廠
- ペンディク海軍工廠

## 関連図書
- 『陸軍工廠の研究』佐藤 昌一郎 八朔社  ISBN 4938571765(1999/07)
- 『横須賀海軍工廠史 (1)』 明治百年史叢書 (329)　横須賀海軍工廠　原書房　 ISBN 4562013788 (1983/01)